# Овчаренко Василь Іванович (актор)
Василь Іванович Овчаренко (1899—1978) — український актор, режисер, народний артист УРСР.

## Біографія
Народився 19 листопада (1 грудня) 1899 року в селі Драбівка (нині — Корсунь-Шевченківський район, Черкаська область).
У 1933 році закінчив Дніпропетровський театральний технікум. У 1930—1974 роках служив в Дніпровському національному музично-драматичному театрі імені Т. Г. Шевченка . Гра Василя Овчаренка вирізнялася романтичною піднесеністю. Виконував переважно героїчні ролі.
Помер 14 квітня 1978 року . Похований в місті Дніпро .
Режисерські постановки: «Маруся Богуславка» М. Старицького — Держ. премія СРСР (1951 р.), «Сватання на Гончарівці» і «Шельменко-денщик»
Г.Квітки-Основ'яненка, «Майська ніч» (1956) за М.Гоголем, «Петербурзькі ночі» Малакова-Шкневського (кінець 1950-х), «Безталанна» І.Карпенка-Карого, «Думи мої». Ю.Костюка (1960)

## Кращі ролі в театрі
- «Украдене щастя» І. Я. Франко — Михайло Гурман
- «Овід» Е. Л. Войнич — Феліче Ріварес
- «Богдан Хмельницький» О.Корнійчука — Іван Богун
- «Загибель ескадри» А. Е. Корнійчука — Гайдай
- «Навіки разом» Л. Д. Дмитерко — Кобзар
- "Ой, не ходи, Грицю…"М .Старицького — Гриць
- «Свіччине весілля» І.Кочерги — Свічка
- «Марія Тюдор» за В.Гюго — Сімон Рекар
- «Нерівний бій» В.Розова — Тихон Тимофійович
- «Над голубим Дунаєм» І.Рачади — Куракін
- «Циганка Аза» М.Староицького — Апраш
- «Емелія Галотті» Г. Е. Лессінга — Граф Аппіоні
- «Назар Стодоля» Т. Шевченка — Назар Стодоля
- «Думи мої». Ю.Костюка — Тарас Шевченко
- «Марина» М.Зарудного — Батько Оксани

## Нагороди
- Заслужений артист Української РСР (1951)
- Народний артист Української РСР (1959)
- Сталінська премія третього ступеня (1951) — за виконання ролі Кобзаря у виставі «Навіки разом» Л. Д. Дмитерка на сцені Дніпровського національного музично-драматичного театру імені Т. Г. Шевченко